# Centraal Station (televisieserie)
Centraal Station is een Nederlands-Vlaamse (spoorweg)politieserie die werd uitgezonden vanaf 1974 tot 1979 door de KRO in Nederland en de BRT in Vlaanderen. De serie is geschreven door Hans Keuls en is gebaseerd op echte dossiers van de spoorwegpolitie.
De verhalen gaan over misdaad die een raakvlak met de spoorwegen heeft, maar ook over bijvoorbeeld lastige jongeren die overlast veroorzaken in de treinen en op de stations. Er werden opnamen gemaakt in stations maar ook in treinen in onder meer Amsterdam, Rotterdam, Roosendaal, Antwerpen en Brussel.
Cor Witschge speelde rechercheur Schimmel, een geheel andere rol dan die van Pipo de Clown, waar hij indertijd vooral van bekend was. Andere acteurs waren onder meer Romain Deconinck, Broes Hartman, Piet Hendriks, Senne Rouffaer en Bob van Tol.
Centraal Station was een van de eerste Nederlandstalige politieseries.